# Mount Riley
Mount Riley är ett berg i Antarktis. Det ligger i den centrala delen av kontinenten. Inget land gör anspråk på området. Toppen på Mount Riley är 2 100 meter över havet, eller 347 meter över den omgivande terrängen. Bredden vid basen är 3,3 km.
Terrängen runt Mount Riley är varierad. Trakten är obefolkad. Det finns inga samhällen i närheten. 